# بلومفيلد (إنديانا)
بلدة بلومفيلد هي واحدة من إحدى عشرة بلدة في مقاطعة لاغرانغ، إنديانا. اعتباراً من تعداد عام 2010 كان عدد سكانها 5,412، وكان يحتوي على 2,231 وحدة سكنية. تأسست بلدة بلومفيلد في عام 1835.

## الجغرافيا
وفقاً لتعداد عام 2010، تبلغ مساحة البلدة الإجمالية (92.9 كم²)، منها (92.2 كم² أو 99.25%) يابسة و(0.70 كم² أو 0.75%) ماء.